# Contágio (filme)
Contagion (bra/prt: Contágio) é um filme estadunidense de 2011 dirigido por Steven Soderbergh e protagonizado por Matt Damon, Jude Law, Kate Winslet, Laurence Fishburne, Marion Cotillard, Gwyneth Paltrow, Bryan Cranston, Jennifer Ehle e Sanaa Lathan. Seu enredo trata da propagação de um vírus transmitido por fômites e das tentativas de pesquisadores, médicos e funcionários de saúde pública para identificar e conter a doença, da consequente perda de ordem social com o avanço da pandemia e a introdução de uma vacina para impedir sua propagação. Como outros filmes de Soderbergh, o espectador acompanha várias tramas interativas que se entrelaçam e complementam.
Após trabalharem juntos em The Informant!, Soderbergh e o roteirista Scott Z. Burns discutiram um filme que descreve a rápida disseminação de um vírus, inspirado por eventos como o surto de SARS de 2002-2004 e a pandemia de gripe A de 2009. Burns consultou representantes da Organização Mundial da Saúde (OMS) e especialistas médicos como W. Ian Lipkin e Lawrence "Larry" Brilliant. A filmagem começou em Hong Kong em setembro de 2010 e continuou em Chicago, Atlanta, Londres, Genebra e São Francisco até fevereiro de 2011.
Contágio estreou no 68º Festival Internacional de Cinema de Veneza, na Itália, em 3 de setembro de 2011, e foi lançado em 9 de setembro nos Estados Unidos, 13 de outubro em Portugal e 28 de outubro no Brasil. Comercialmente, o filme arrecadou 135 milhões de dólares, tendo tido um orçamento de produção de 60 milhões de dólares. Foi elogiado pelos críticos por sua narrativa e performances. Também foi bem recebido pelos cientistas, que elogiaram sua precisão. O filme voltou a ganhar grande popularidade no início de 2020 com o avanço da pandemia de COVID-19, com a qual a pandemia do filme tem algumas similaridades. No fim do mesmo ano, uma sequência foi anunciada por Soderbergh, mas sem previsão de lançamento.

## Enredo
Beth Emhoff faz uma viagem de negócios para Hong Kong com uma escala em Chicago onde encontra um ex-amante. Dois dias depois de voltar para casa, nos subúrbios de Minneapolis, ela desmaia e tem convulsões. Seu marido, Mitch Emhoff, a leva para o hospital, mas ela morre por uma causa desconhecida. Ele volta para casa e descobre que seu enteado Clark também morreu, aparentemente pelo mesmo motivo. Mitch é isolado, mas é considerado imune; ele é libertado e volta para casa com sua filha adolescente Jory. Outros casos da doença misteriosa surgem em Chicago, Hong Kong, Tóquio e Londres.
Em Atlanta, representantes do Departamento de Segurança Interna dos Estados Unidos se reúnem com o Dr. Ellis Cheever, dos Centros de Controle e Prevenção de Doenças (CDC), e expressam temores de que a doença seja uma arma biológica destinada a causar terror no fim de semana de Ação de Graças. Cheever envia a Dra. Erin Mears, oficial do Serviço de Inteligência Epidêmica, para investigar em Minneapolis. A Dra. Mears rastreia a origem do surto chegando até Beth. Ela negocia com o poder público local, que reluta em comprometer recursos para uma resposta de saúde pública.
Em Hong Kong, a epidemiologista da OMS, Dra. Leonora Orantes, e as autoridades de saúde pública procuram filmagens onde Beth aparece em um cassino junto aos primeiros casos de Hong Kong, Tóquio e Londres e a identificam como a paciente zero. O funcionário do governo Sun Feng sequestra a Dra. Orantes para obter doses de uma futura vacina para sua aldeia. Enquanto isso, em Minneapolis, a Dra. Mears contrai a doença e morre. À medida que o novo vírus se espalha, várias cidades são colocadas em quarentena, e saques e violência eclodem.
No CDC, a Dra. Ally Hextall determina que o vírus desconhecido é uma mistura de material genético de vírus transmitidos por porcos e morcegos. O CDC tenta trabalhar em uma cura mas os cientistas não conseguem uma cultura de células na qual cultivar o recém-identificado vírus MEV-1. O professor Ian Sussman, da Universidade da Califórnia em São Francisco, viola as ordens do Dr. Cheever, que tinha mandado destruir suas amostras, e consegue cultivar o MEV-1 usando células de morcego. A Dra. Hextall usa a inovação para começar a trabalhar em uma vacina. Outros cientistas determinam que o vírus é transmitido por fômites, com um número básico de reprodução (R0) de quatro quando o vírus sofre mutação; eles projetam que uma em cada doze pessoas no mundo será infectada, com uma taxa de mortalidade de 25 a 30%.
O teórico da conspiração Alan Krumwiede publica vídeos sobre o vírus em seu blog. Em um vídeo, ele afirma que se curou do vírus usando uma cura homeopática derivada da forsítia. As pessoas que procuram forsítia atacam farmácias e lutam pelo medicamento. Durante uma entrevista na televisão, Krumwiede revela que o Dr. Cheever informou secretamente a amigos e familiares para que deixassem Chicago antes da cidade entrar em quarentena, e ele é informado depois que será investigado. Mais tarde, Krumwiede, tendo fingido sua doença para aumentar as vendas de forsítia, é preso por conspiração e fraude.
Usando um vírus atenuado, a Dra. Hextall identifica uma possível vacina. Para reduzir o tempo que levaria para obter o consentimento informado dos pacientes infectados, Hextall se inocula com a vacina experimental e visita seu pai infectado. Ela não contrai a doença e a vacina é declarada um sucesso. O governo oferece as vacinas por loteria com base na data de nascimento. A essa altura, o número de mortos chegou a 2,5 milhões nos Estados Unidos e 26 milhões em todo o mundo.
Meses depois de ser sequestrada, a Dra. Orantes se afeiçoou aos moradores da aldeia. A vacina recém-criada é fornecida por funcionários da OMS em troca da liberdade dela. Ao descobrir que as vacinas dadas à vila eram placebos, ela corre para avisá-los.
Finalmente, em um flashback, um trator da empresa em que Beth trabalhava derruba duas palmeiras em uma floresta tropical na China, perturbando alguns morcegos que aí se abrigavam. Um desses morcegos resolve se alimentar numa bananeira. Esse morcego encontra abrigo em uma fazenda de porcos e deixa cair um pedaço da banana, da qual se alimentava, e esta é comida por um porco. O porco é abatido e preparado por um chef de um restaurante, que aperta a mão de Beth após apenas limpar grosseiramente as mãos no avental, transmitindo o vírus para ela e revelando o início da pandemia.

## Elenco

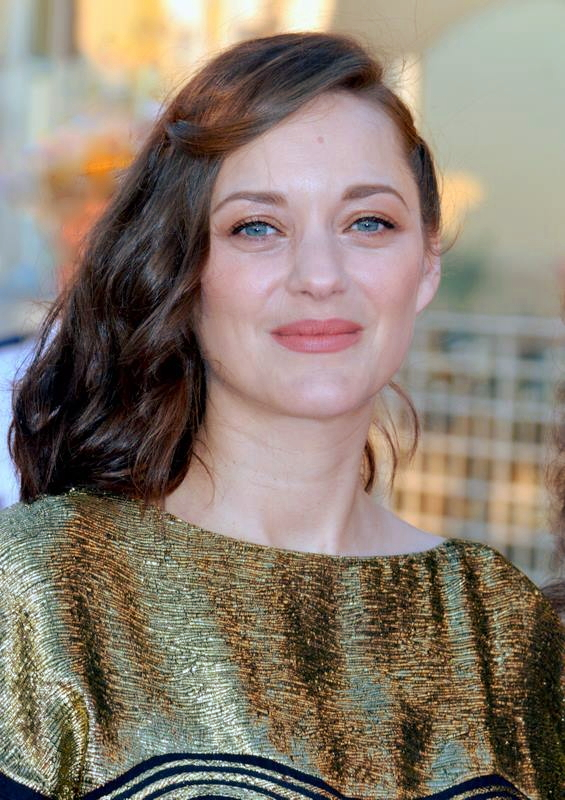
Marion Cotillard, intérprete da Dra. Leonora Orantes.

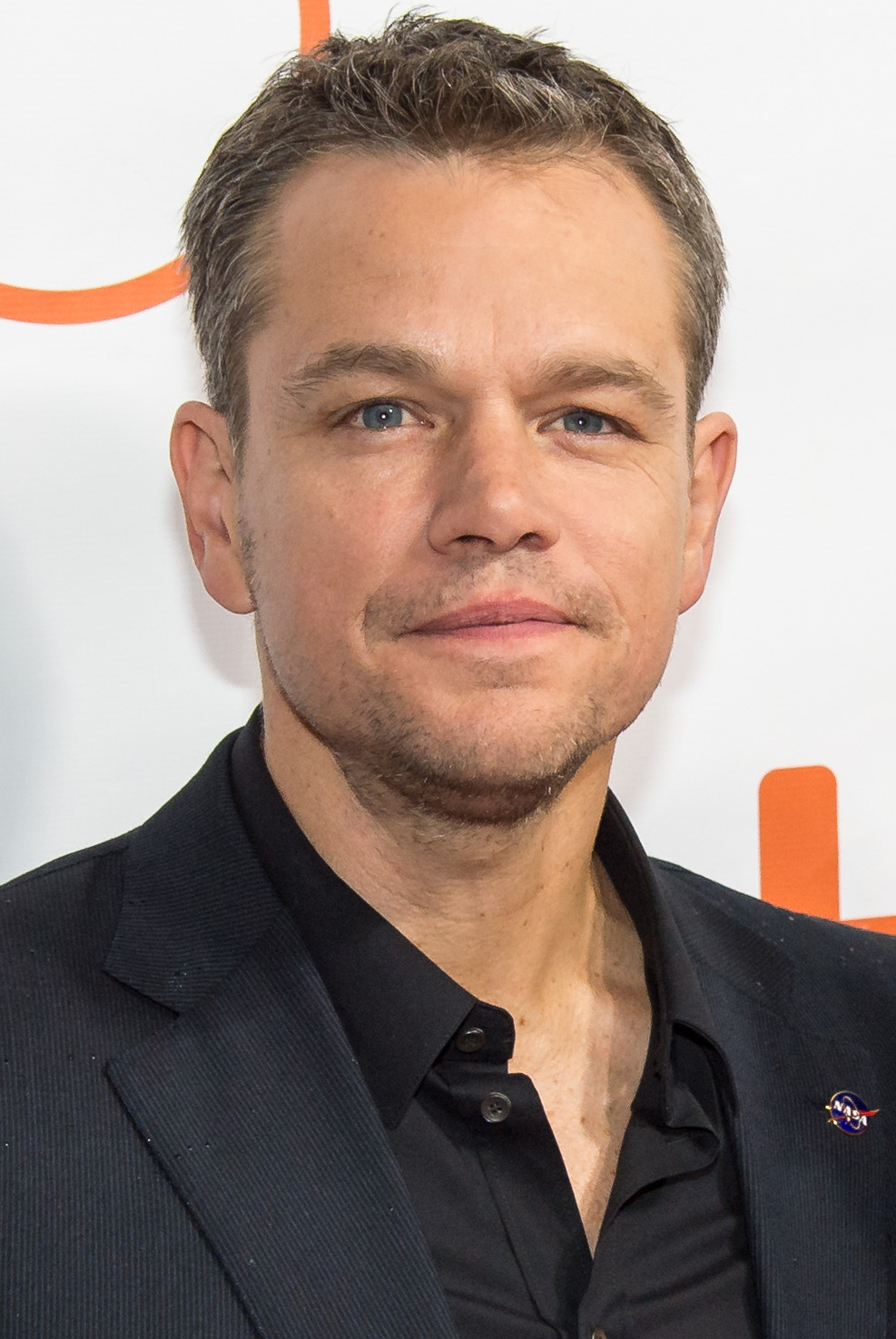
Matt Damon, frequente colaborador dos trabalhos de Soderbergh, foi escolhido para interpretar Mitch Emhoff.

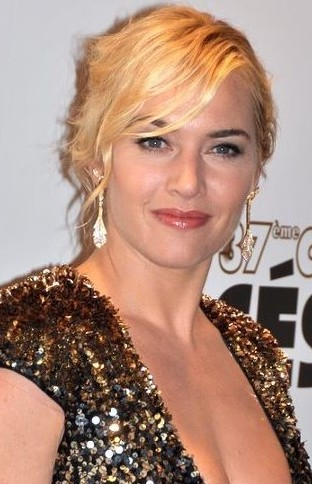
Kate Winslet viajou ao CDC para entender melhor sua personagem, a Dra. Erin Mears.

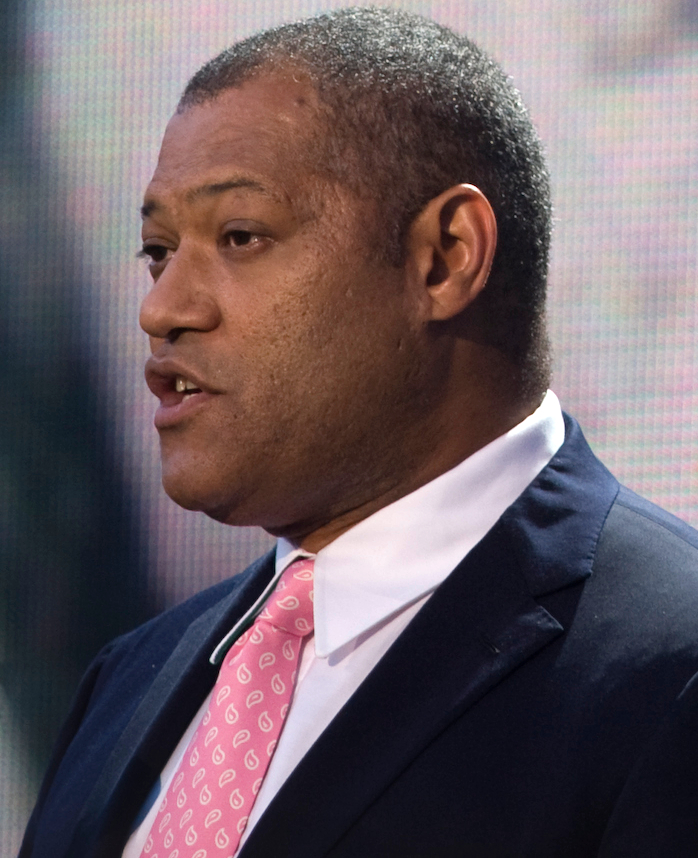
Laurence Fishburne, intérprete do Dr. Ellis Cheever.

- Marion Cotillard como a Dra. Leonora Orantes: epidemiologista da Organização Mundial da Saúde, seu principal objetivo é rastrear as origens do patógeno MEV-1.[9] Cotillard, um fã do trabalho de Soderbergh, conheceu o diretor em Los Angeles. A atriz francesa ficou encantada com o roteiro porque é "muito preocupada com germes. Eu sempre fiquei ... assustada, de certa forma, por todas essas doenças. Então ... era realmente algo que eu estava realmente interessado". Soderbergh disse que Orantes "cai em situações e precisa lidar com questões culturais e científicas que às vezes estão em desacordo", e observa que ela tem uma atitude "profissional", "distante", e de comportamento "desapaixonado", embora "algo aconteça com ela no decorrer da história que causa uma mudança emocional significativa".[4][10]
- Matt Damon como Mitch Emhoff: Damon via seu personagem como a personificação do "homem comum" - um indivíduo que é visto como "um dos rostos humanos do supervírus" após a morte da esposa e do enteado.[9] Soderbergh também coloca a falta de conhecimento médico e científico na personalidade de "individual comum" de Mitch, embora manter a situação dinâmica e convincente fosse um desafio para o diretor, pois estava preocupado que Emhoff fosse um personagem unidimensional. Soderbergh sentiu que Damon entendeu o conceito e atendeu às preocupações dos produtores. "Você nunca o pega agindo", disse Soderbergh. "Não há vaidade, nem autoconsciência no desempenho dele; é como se as câmeras não estivessem lá". O escritor Scott Z. Burns enviou a ele uma cópia do roteiro com uma nota onde estava escrito "leia isto e depois lave as mãos". Damon lembrou: "Eu realmente quero participar deste filme. Foi uma leitura fantástica, fascinante, muito rápida e muito emocionante e muito horrível, mas conseguiu ser realmente emocionante".[4][11]
- Laurence Fishburne como o Dr. Ellis Cheever: um médico que trabalha nos Centros de Controle e Prevenção de Doenças (CDC).[9] Soderbergh admirou a capacidade de Fishburne de retratar uma figura empática e assertiva em filmes anteriores. Para Fishburne, Cheever era um médico "inteligente" e "competente" que muitas vezes simbolizava uma "voz da razão". Depois que ele consultou W. Ian Lipkin, virologista e professor da Universidade Columbia, as complexidades do personagem deixaram de existir para o ator.[12]
- Jude Law como Alan Krumwiede: um fervoroso teórico da conspiração que, segundo Law, é o chamado paciente zero do "que se torna uma epidemia paralela de medo e pânico". "Definitivamente, queríamos que ele tivesse uma linha messiânica", disse Soderbergh, com quem Law conversou durante o processo de criação do personagem. Os dois discutiram as aparências e os comportamentos de um teórico típico da conspiração antigovernamental. O produtor Gregory Jacobs comentou que "o interessante é que você não está realmente certo sobre ele. O governo está realmente escondendo algo e o remédio herbal que ele está falando realmente funciona? Acho que todos suspeitamos de uma vez ou de outra que estamos não entendendo toda a verdade e, nesse sentido, Krumwiede representa o ponto de vista do público".[4]
- Kate Winslet como a Dra. Erin Mears: uma oficial do Serviço de Inteligência Epidêmica, uma divisão do CDC.[9] Na pesquisa para interpretar a personagem, Winslet viajou para Atlanta, Geórgia, onde visitou o CDC e consultou oficiais atuais e ex-funcionários do Serviço de Inteligência Epidêmica para obter informações não apenas sobre a vida cotidiana, mas também sobre o tipo de pessoa qualificada para a ocupação. "São pessoas que podem ser enviadas para zonas de guerra onde houve um surto de um novo vírus. O medo não é uma opção. Se o sentem, aprendem a afastá-lo". Winslet achava que Mears era capaz de levar a epidemia "ao nível leigo", para que o espectador pudesse compreender o escopo dela sem que a ciência deixasse a história desinteressante.[4][13]
- Gwyneth Paltrow como Beth Emhoff: uma "mãe trabalhadora", como descrita por Paltrow, Beth é a figura central da investigação sobre o início da pandemia, sendo revelada no decorrer do filme como a paciente zero.[9] Apesar de estar entre as primeiras vítimas do vírus, Paltrow acreditava que Beth tinha "sorte", pois pensava que os sobreviventes da doença estavam sendo deixados para lidar com as novas e difíceis condições da vida cotidiana, como encontrar comida e água potável. Quando em Hong Kong, Paltrow foi instruída por Soderbergh a tirar fotografias para serem usadas no filme e admitiu que estava apreensiva com a tarefa. "Eu era apenas mais um turista tirando fotos", disse ela, e acrescentou: "Senti um pouco de pressão. Quando Steven Soderbergh faz uma tarefa fotográfica, é melhor você voltar com algo decente".[4]
- Jennifer Ehle como Dra. Ally Hextall: uma cientista pesquisadora do CDC. Soderbergh tinha visto a performance de Ehle em Michael Clayton, apesar de ter sido cortada antes do lançamento do filme, o que o levou a oferecer-lhe um papel em Contágio. Ele "sabia quem era Jennifer há muito tempo, e por isso não tive que pensar muito, honestamente".[4]
- Elliott Gould como Dr. Ian Sussman: cientista pesquisador da Universidade da Califórnia em São Francisco, um campus voltado a ciências da saúde, Sussman identifica uma cultura celular capaz de cultivar o vírus.[9]
- Bryan Cranston como o contra-almirante Lyle Haggerty, do Serviço de Saúde Pública dos Estados Unidos.[9]
- Chin Han como Sun Feng: um oficial governamental que tem um objetivo oculto. Han falou do desenvolvimento de seu personagem: "Ele começa como um oficial do governo sério e abotoado, e depois, à medida que o filme avança... você descobre um lado diferente dele e de sua agenda secreta".[9][14]
- John Hawkes como Roger, um trabalhador do CDC.
- Sanaa Lathan como Aubrey Cheever, noiva do Dr. Cheever.
- Anna Jacoby-Heron como Jory Emhoff, filha de Mitch Emhoff.
- Griffin Kane como Clark Morrow, filho de Beth.
- Demetri Martin como Dr. David Eisenberg, colega da Dra. Hextall no CDC.
- Armin Rohde como Damian Leopold, funcionário da OMS.
- Enrico Colantoni como Dennis French, funcionário do Departamento de Segurança Interna dos Estados Unidos.
- Larry Clarke como Dave, um oficial de saúde de Minnesota que trabalha com a Dra. Mears.
- Monique Gabriela Curnen como Lorraine Vasquez, uma jornalista em São Francisco.
- Chui-Tien-you como Li Fai, um funcionário do cassino.
- Josie Ho como a irmã de Li Fai.
- Daria Strokous como Irina, uma das pessoas no cassino.
- Amr Walked como Rafik.
- Sanjay Gupta como ele mesmo.[9][15]

## Produção

### Concepção e escrita
Há uma cena em The Informant! na qual Matt (Damon) está assistindo o personagem de Scott Bakula falar ao telefone e Scott tossindo ao telefone, e há todo esse discurso que Matt fala sobre 'Oh, ótimo, agora o que acontece? Ele fica doente e depois eu vou pegar, meus filhos vão pegar. Eu sempre fui fascinado pela transmissibilidade, então eu disse a Steven: 'Eu quero fazer uma versão interessante de um filme pandêmico' e ele disse: 'Ótimo! Vamos fazer isso em vez disso.

— Scott Z. Burns.
Os esforços concertados para criar Contágio coincidiram com a colaboração de Burns com Soderbergh no filme de 2009 The Informant! Inicialmente, a dupla planejava criar um filme biográfico sobre Leni Riefenstahl, pioneira no cinema alemão nos anos 1930 e uma figura na ascensão do Partido Nazista. Mais tarde, Soderbergh entrou em contato com Burns para cancelar o projeto, pois pensava que um filme sobre Riefenstahl teria dificuldades em atrair público. Intrigados com a área da transmissão, Burns sugeriu que eles criassem um filme centrado em uma situação de pandemia. Seu principal objetivo era construir um thriller médico que "realmente parecia o que poderia acontecer".
Burns consultou Lawrence "Larry" Brilliant, conhecido por seu trabalho na erradicação da varíola, para desenvolver uma percepção precisa de um evento de pandemia. Ele assistiu a uma das apresentações do Brilliant no TED , pelo qual ficou fascinado, e percebeu que "o ponto de vista das pessoas desse campo não é 'Se isso vai acontecer', é 'Quando isso vai acontecer? Brilliant apresentou Burns a outro especialista, W. Ian Lipkin. Com a ajuda desses médicos, os produtores puderam obter perspectivas adicionais de representantes da OMS. Burns também se encontrou com a autora de The Coming Plague, Laurie Garrett. Seu livro de 1995 ajudou Burns a considerar uma variedade de tramas em potencial para o filme. Ele queria contar com um funcionário do CDC e, finalmente, decidiu usar um epidemiologista, já que esse papel requer interação com as pessoas durante o rastreamento da doença.
Embora ele tenha feito pesquisas sobre pandemias seis meses antes da pandemia de gripe A de 2009, o surto acabou "ajudando" no seus estudos, porque forneceu uma visão do aparato social após os estágios iniciais de uma pandemia. Para ele, não era apenas o vírus em si que se preocupava, mas como a sociedade lida com a situação. "Eu os vi ganhando vida", disse Burns, "e vi questões sobre: 'Bem, você fecha as escolas e, se você fecha as escolas, quem fica em casa com as crianças? E todos manterão seus filhos em casa? Coisas acontecendo online, que é de onde veio o personagem de Jude Law, onde haverá informações que saem online onde as pessoas querem estar à frente da curva, para que algumas pessoas escrevam coisas sobre antivirais ou diferentes protocolos de tratamento, e então sempre haverá uma informação e essa informação também tem uma espécie de pulso viral".

### Filmagem

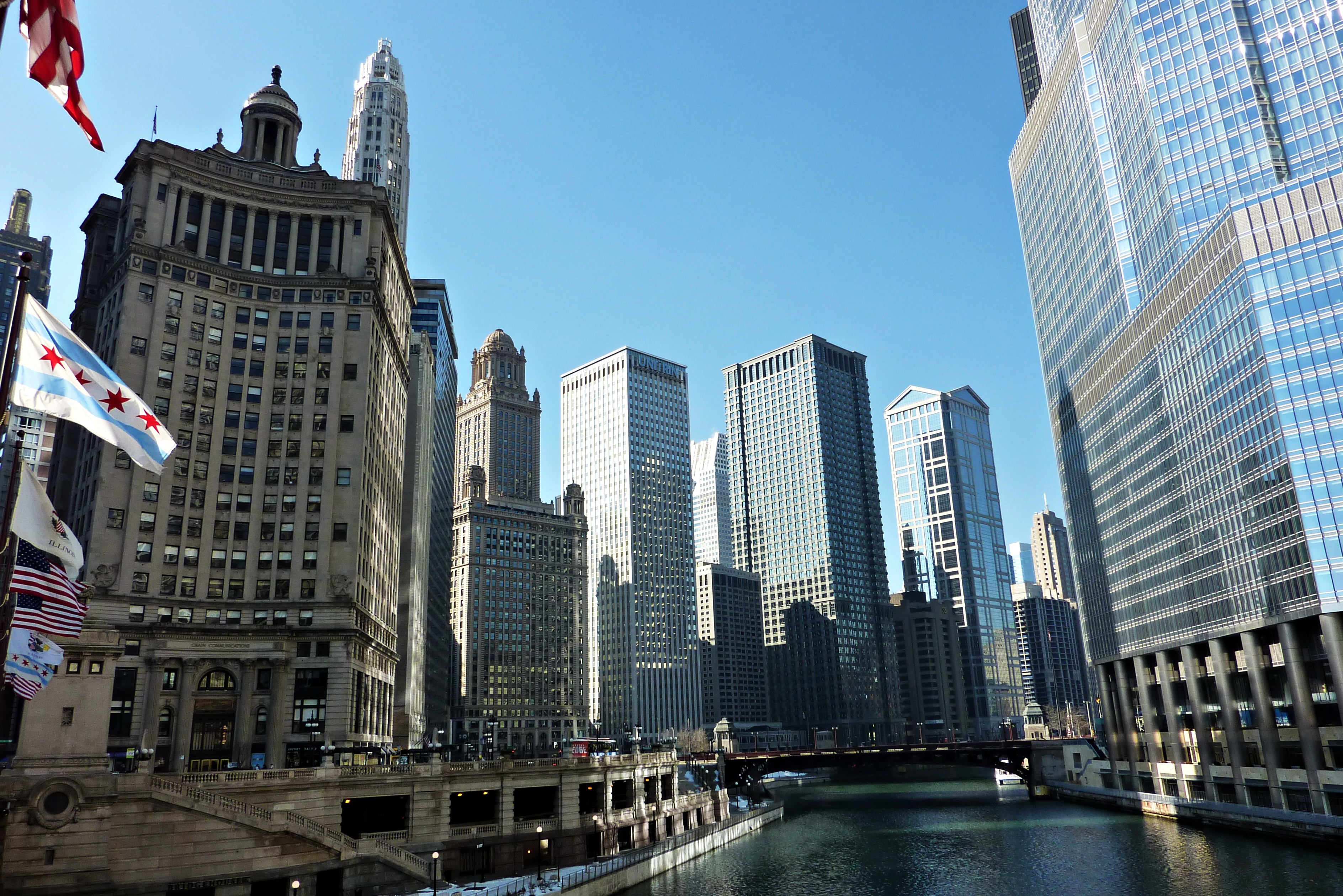
Partes de Chicago e região foram usadas para filmagens simulando Atlanta e Minneapolis.

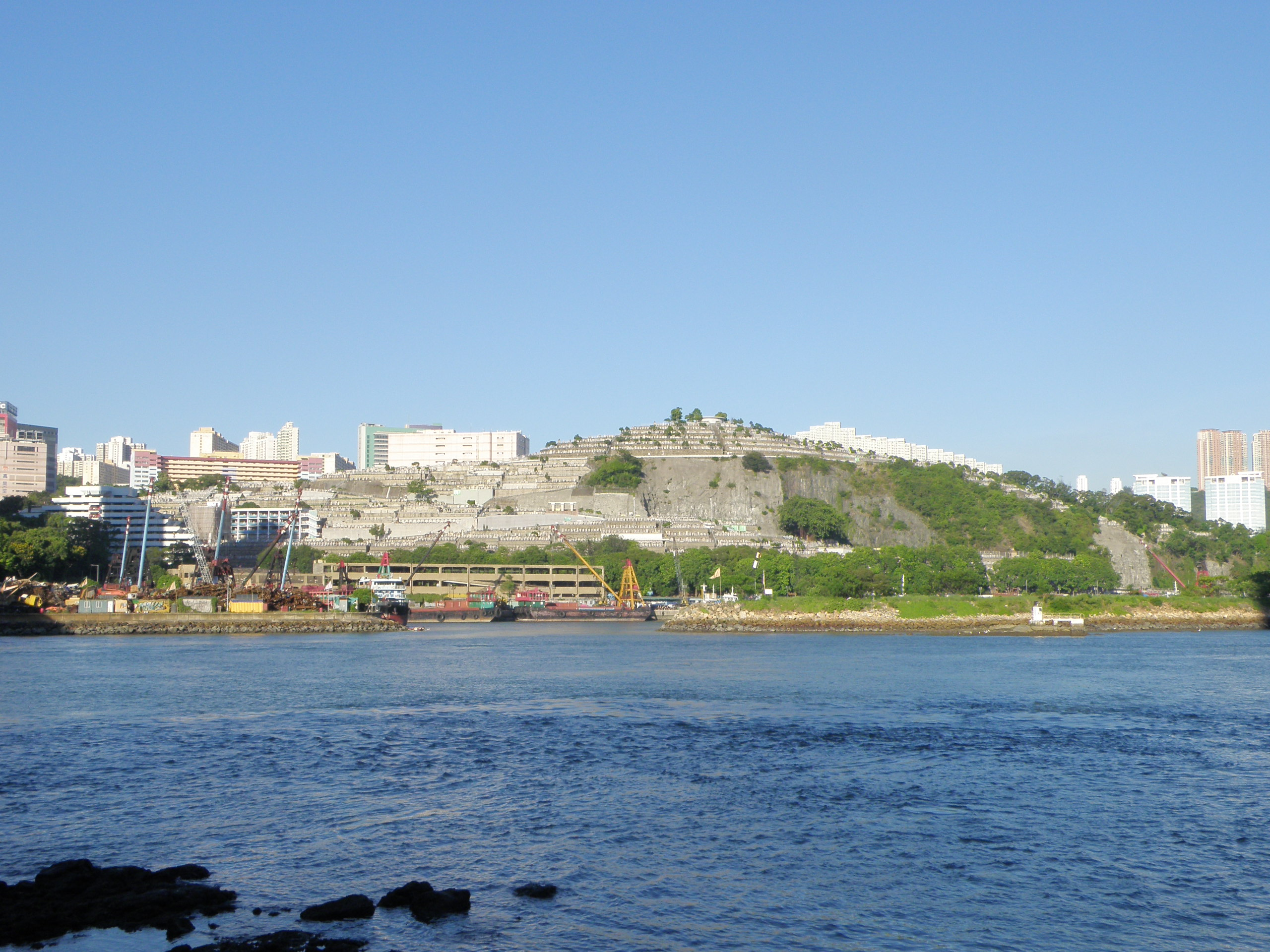
A cena da troca de reféns foi filmada no cemitério permanente chinês de Tsuen Wan em Hong Kong.

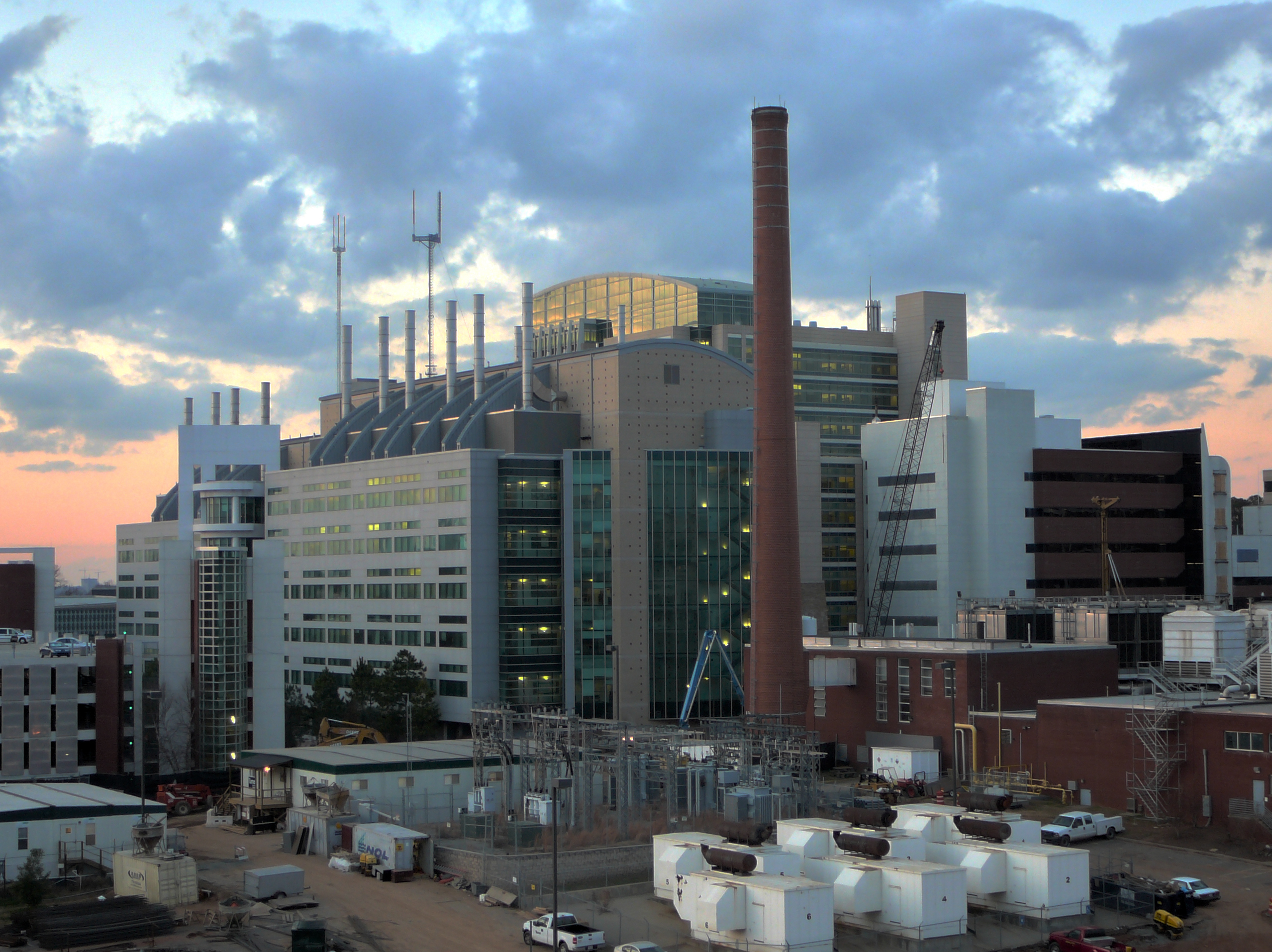
A sede do CDC em Atlanta.

Em conjunto com a supervisão do processo de direção, Soderbergh funcionou como diretor de fotografia. O filme foi totalmente filmado com a câmera digital RED One MX da Red Digital Cinema, que possui uma resolução de imagem de 4.5K. Como ele esperava que a premissa fosse autêntica e "o mais realista possível", Soderbergh optou por não filmar no estúdio. "Para mim, ocasionalmente, não há nada mais satisfatório do que fazer com que um lugar pareça outro lugar no filme e ninguém saber a diferença." Para escolher cidades, Soderbergh sentiu que não poderia "ir a lugar nenhum onde um de nossos personagens não estivesse", pois ele queria retratar um cenário "épico", mas "íntimo".
A filmagem começou em Hong Kong em setembro de 2010 e continuou por aproximadamente duas semanas. Embora os produtores também pretendessem estabelecer um local de filmagem em um dos muitos cassinos de Macau, o Restaurante Flutuante Jumbo no porto de Aberdeen, em Hong Kong, foi usado para o cenário do cassino, pois as filmagens nas proximidades de estabelecimentos de jogos são proibidas por lei. Para transportar o equipamento das cenas do cassino para o local na água, os produtores contrataram vários locais para realizar a tarefa, pois estavam acostumados a "usar sampans como caminhões". Outros locais incluem o Aeroporto Internacional de Hong Kong, o InterContinental Hong Kong e o Hospital Princess Margaret.
A filmagem foi transferida no mês seguinte para Chicago. Grande parte da paisagem urbana e seus subúrbios foram usados para imitar Minneapolis e Atlanta, além de servir como pano de fundo para a própria Chicago. Como a filmagem ocorreu durante os meses de inverno, a queda de neve era um pré-requisito para simular uma "frieza persistente" que englobava "um tipo de brilho hipersensível". Dentro dos limites da cidade, os locais de filmagem foram instalados no Shedd Aquarium, Aeroporto Internacional O'Hare e Aeroporto Internacional Midway. Indiscutivelmente, os maiores sets foram no General Jones Armoury, que foi convertido em uma enfermaria, e uma grande locação numa cidade próxima a Chicago, Waukegan, onde uma parte da estrada estadual Amstutz Expressway foi usada para simular a Dan Ryan Expressway. A produção também ocorreu no Sherman Hospital em Elgin e na Central Elementary School em Wilmette, e também no centro de Western Springs, onde a cena do supermercado foi filmada.
As filmagens seguiram então para Druid Hills, em Atlanta, onde ficam os Centros de Controle e Prevenção de Doenças, o CDC. A natureza restrita da sede do CDC significava que os produtores só podiam filmar cenas externas da área, bem como dentro da garagem e área de recepção do museu do CDC no local. As filmagens foram então para o centro comercial de Atlanta e para Decatur, antes de partir para Londres, Genebra e, finalmente, São Francisco, no mês seguinte. A San Francisco Film Commission cobrou dos cineastas trezentos dólares por dia pela produção dentro dos limites da cidade. Nos bairros de North Beach e Potrero Hill, o designer de produção Howard Cummings espalhou lixo e jogou roupas no chão para representar o rápido declínio da civilização. Para o set do Centro Cívico de São Francisco mais de dois mil atores foram procurados para figuração; os que faziam parte do Screen Actors Guild recebiam 139 dólares por dia, enquanto os não sindicalizados recebiam 64 dólares por dia por seu trabalho. Outros locais de filmagem foram estabelecidos no Golden Gate Park, na Chinatown e no Candlestick Park; custou sessenta mil dólares para alugar o estádio de futebol americano por seis dias. O Genentech Hall da Universidade da Califórnia em São Francisco também foi usado para filmar, sendo renomeado como Mendel Hall para a ocasião.

### Trilha sonora
Cliff Martinez compôs a trilha sonora do filme, que foi sua primeira trilha sonora para Soderbergh desde Solaris em 2002. Como o ritmo da música era uma das maiores preocupações de Soderbergh, Martinez precisava manter um ritmo acelerado na trilha sonora, além de transmitir medo e esperança dentro da música. "Tentei criar o som da ansiedade. E em momentos estratégicos importantes, tentei usar a música para evocar o sentimento de tragédia e perda". Martinez incorporou elementos orquestrais e os fundiu com os sons predominantemente eletrônicos da partitura. Ele observou que a "paleta de sons de Contágio surgiu através da combinação de três abordagens muito diferentes pelas quais Steven passou enquanto estava cortando o filme". Martinez recebeu um corte bruto do filme em outubro de 2010, que continha música imbuída de elementos de The French Connection (1971) e Marathon Man (1976). Ele "amou" essas duas trilhas sonoras e compôs algumas peças em seu estilo. Alguns meses depois, ele adquiriu um novo corte, que incluía músicas influenciadas pelo grupo eletrônico alemão Tangerine Dream. No final, Soderbergh mudou novamente e usou a trilha sonora contemporânea "mais enérgica e mais rítmica". Por fim, Martinez usou aspectos de todas as três abordagens: "Eu raciocinei que combiná-las não seria apenas eficaz, mas daria à pontuação um estilo próprio". A partitura foi lançada pela WaterTower Music em setembro de 2011.

## Tema e análise

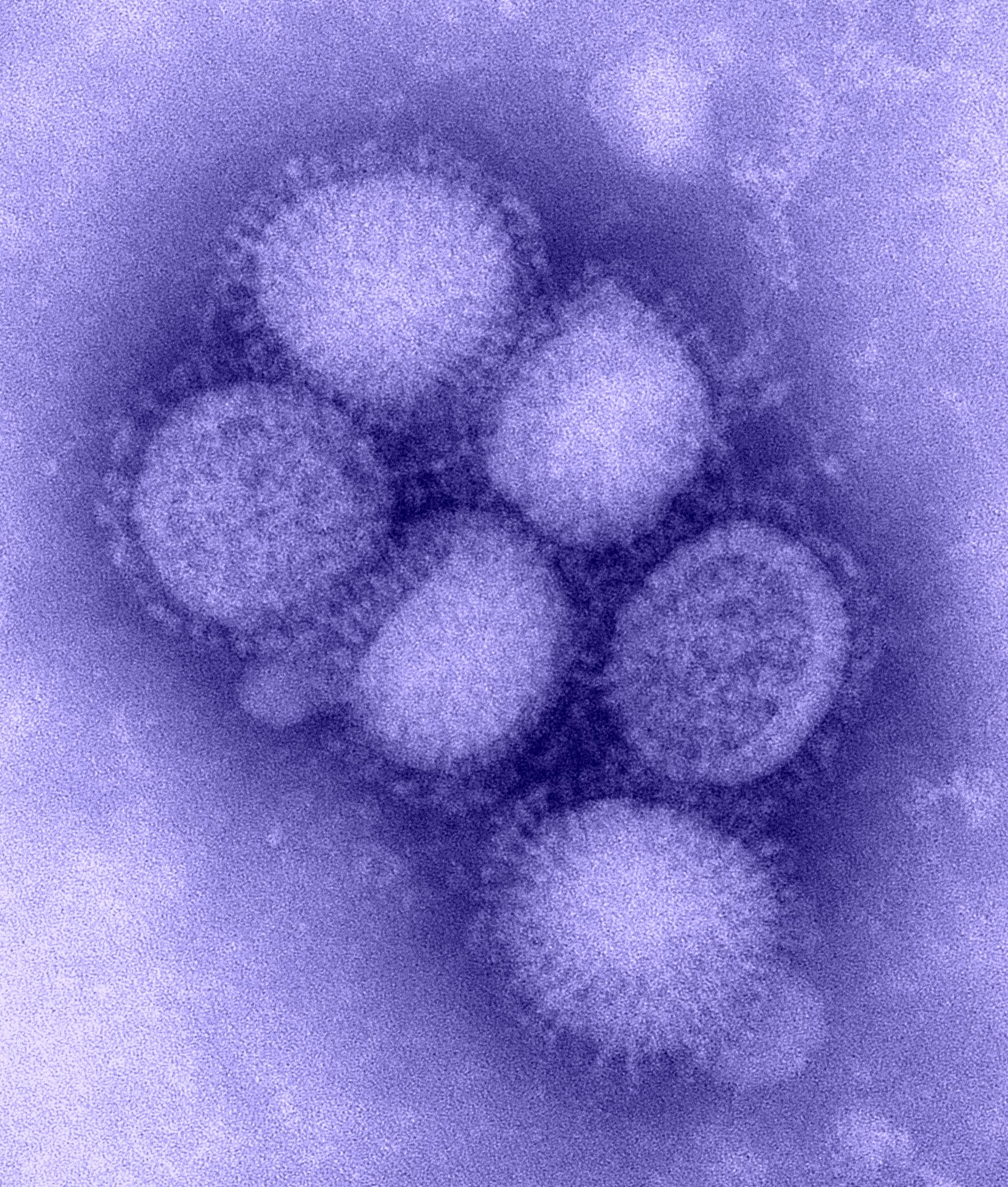
Uma imagem de microscópio do Influenza A subtipo H1N1, vírus responsável pela pandemia de Gripe A de 2009, que serviu de inspiração para Contágio.

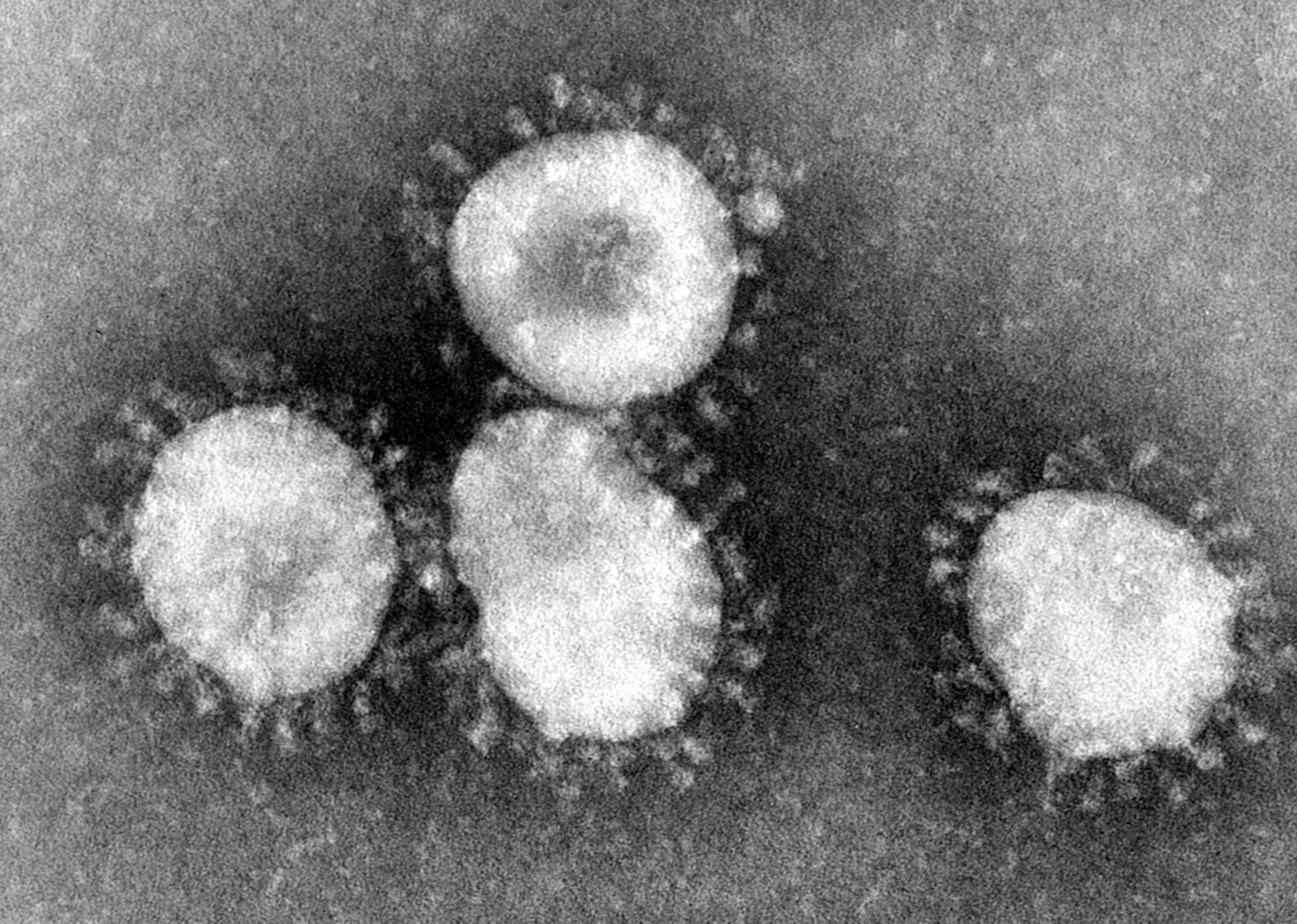
Uma imagem de microscópio do Coronavírus da SARS, responsável pelo surto da Síndrome Respiratória Aguda Grave (SARS) entre 2002 e 2004, que também serviu de inspiração para Contágio.

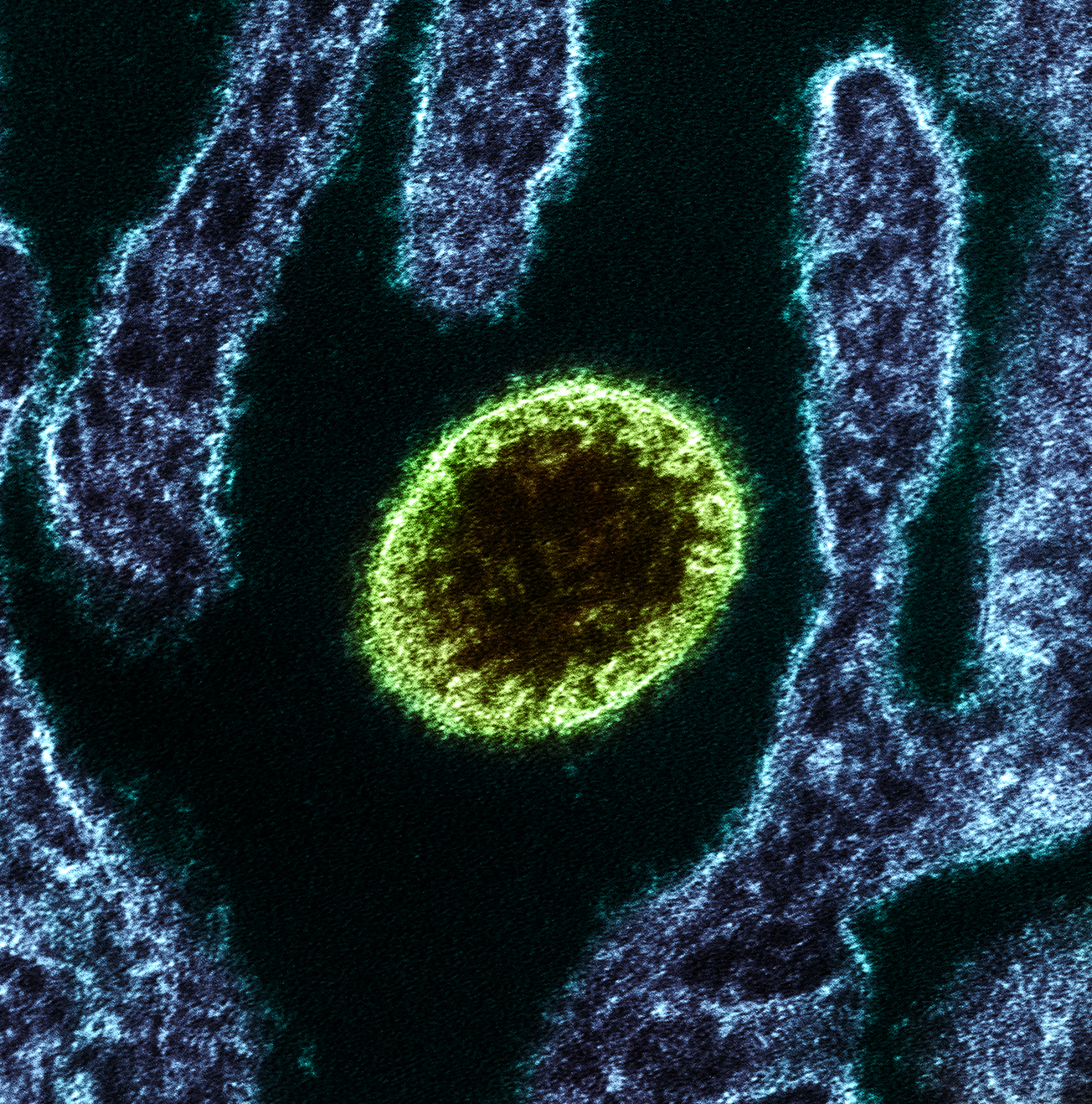
A forma como o vírus de Contágio surge foi inspirada na origem do surto do vírus Nipah (em verde) em 1997, que envolveu morcegos e porcos.

Steven Soderbergh estava motivado a fazer um filme "ultrarrealista" sobre a saúde pública e a resposta científica a uma pandemia. O filme aborda uma variedade de temas, incluindo os fatores que impulsionam o pânico em massa e o colapso da ordem social, o processo científico para caracterizar e conter um novo patógeno, equilibrando os motivos pessoais com as responsabilidades profissionais e a ética diante de uma ameaça existencial. limitações e consequências das respostas à saúde pública e a difusão de conexões interpessoais que podem servir como vetores para espalhar doenças. Soderbergh reconheceu que a importância desses temas pós-apocalípticos é aumentada pelas reações aos ataques de 11 de setembro e ao furacão Katrina. O filme pretendia transmitir realisticamente as reações sociais e científicas "intensas" e "enervantes" a uma pandemia. As epidemias da vida real, como o surto de SARS de 2002-2004 e a pandemia de Gripe A de 2009, foram inspirações e influências no filme. Chegou a ser cogitado como o vírus do filme uma variação do vírus H1N1, visto que ele foi o causador da Gripe Espanhola de 1918. A pandemia de 2009, também causada por um H1N1, descartou a ideia, já que esta variante da Gripe A foi bem menos letal e seria estranho usar uma similar no filme. Apesar do Coronavírus da SARS e do H1N1 da Gripe A terem vindo de morcegos e porcos, respectivamente, a cadeia de contágio envolvendo esses dois animais é baseada principalmente na trilha do vírus Nipah (que infecta células nos sistemas respiratório e nervoso, as mesmas células do vírus no filme) que se originou na Malásia em 1997, e que, assim como no filme, envolveu a perturbação de uma colônia de morcegos por desmatamento.
O filme apresenta exemplos de psicologia das multidões e comportamento coletivo que podem levar à histeria em massa e à perda da ordem social. O desconcerto, a indignação e o desamparo associados à falta de informação, combinados com novas mídias, como blogs, permitem que teóricos da conspiração como Krumwiede espalhem desinformação e medo, que se tornam perigosos por si em paralelo a disseminação da doença. O Dr. Cheever deve equilibrar a necessidade de divulgação completa, mas evitar pânico e permitir tempo para caracterizar e responder a um vírus desconhecido. O filme critica indiretamente a ganância, o egoísmo e a hipocrisia de atos isolados na cultura contemporânea e as consequências não intencionais que eles podem ter no contexto de uma pandemia. Por exemplo, os Centros de Controle e Prevenção de Doenças (CDC) recomendam o distanciamento social, isolando à força os saudáveis para limitar a propagação da doença, que se opõe fortemente às demandas contemporâneas por redes sociais. Responder à pandemia apresenta um paradoxo, pois a contagiosidade e a letalidade do vírus incutem profunda desconfiança em relação aos outros, mas sobreviver e limitar a propagação da doença também exige que os indivíduos trabalhem juntos.
Contra essa ameaça existencial e a ordem social desgastante, o filme também explora como os personagens individuais torcem ou quebram as regras existentes por razões egoístas e altruístas. A Dra. Hextall viola os protocolos testando uma vacina potencial em si mesma. O Dr. Sussman continua os experimentos em uma linha celular, apesar das ordens para destruir suas amostras. O Dr. Cheever avisa sua noiva para deixar a cidade de Chicago antes que uma quarentena pública seja imposta, Sun Feng sequestra a Dra. Orantes para garantir o fornecimento de vacinas para sua aldeia, a Dra. Mears continua seu trabalho de contenção apesar de contrair o vírus, e Krumwiede é pago para usar seu blog para vender "curas" a fim de gerar demanda e lucro para investidores em medicina alternativa. Soderbergh usa repetidamente o estilo cinematográfico de persistência e foco nos itens e objetos que são tocados pelos infectados e se tornam vetores (fômites) para infectar outras pessoas. Esses objetos vinculam os personagens e reforçam o estilo de cinema com ligações narrativas que Soderbergh desenvolveu em Traffic (2000) e Syriana (2005), que ele produziu.
A história também destaca exemplos de compadrismo político (um avião para evacuar a Dra. Mears de Minneapolis é desviado para evacuar um congressista), banalidades e pensamento rígido (autoridades locais consideram adiar o fechamento de shopping centers pra depois da temporada de compras do Dia de Ação de Graças), agentes federais estadunidenses que tem que lidar com as cinquenta políticas diferentes de saúde pública de cada estado e o heroísmo dos burocratas federais. Soderbergh não usa executivos ou políticos do setor farmacêutico como vilões, mas retrata blogueiros como Krumwiede de maneira negativa. A mídia social desempenha um papel nas acusações de Krumwiede contra Cheever e nas tentativas da filha de Emhoff de manter um relacionamento com o namorado por meio de mensagens de texto. Outras respostas no filme, como Emhoff apropriando uma espingarda da casa abandonada de um amigo para proteger sua casa de saqueadores, imposição de quarentenas e toques de recolher federais, alocação de vacinas por loteria, preparação e respostas federais inadequadas e uso de códigos de barras em pulseiras para identificar os inoculados destacam as complexas tensões entre liberdade e ordem na resposta a uma pandemia. Soderbergh usa Emhoff para ilustrar os micro-efeitos das decisões em nível macro.

## Recepção

### Lançamento e bilheteria
O filme estreou em 3 de setembro de 2011 no 68º Festival Internacional de Cinema de Veneza, em Veneza, Itália, e a estreia nos Estados Unidos ocorreu em 9 de setembro, junto a mais seis mercados estrangeiros, como a Itália. Nos Estados Unidos e no Canadá, Contágio foi exibido em 3.222 cinemas, dos quais 254 exibições ocorreram em IMAX. Vários analistas comerciais americanos anteciparam que o filme teria vendas de ingressos entre 20 e 25 milhões de dólares durante o fim de semana de estreia, arrecadando oito milhões no primeiro dia e 23,1 milhões no fim de semana inteiro. Desse total, 10% (2,3 milhões de dólares) do bruto vieram das salas IMAX. Ao superar o concorrente The Help (8,7 milhões de dólares), Contágio se tornou o filme de maior bilheteria da semana. Demograficamente, a audiência de abertura foi dividida igualmente entre os gêneros, segundo a Warner Bros., enquanto 80% dos espectadores tinham 25 anos ou mais de idade. Contágio arrecadou 2,1 milhões de dólares nos seis mercados fora dos Estados Unidos, com destaque para a Itália, onde alcançou 663 mil dólares em 309 salas de cinema.
Alguns dias depois, em 13 de outubro, o filme estreou em vários países europeus, incluindo Portugal. Nos Estados Unidos, Contágio seguiu bem no segundo fim de semana, gerando bilheteria de 14,5 milhões de dólares, mas ficou em segundo lugar com o relançamento de O Rei Leão em formato 3D. No mercado externo, dos 3,9 milhões gerados a partir de 1.100 locais durante esse fim de semana, quase 40% do bruto teve origem na Espanha, onde o filme faturou 1,5 milhão de dólares em 325 salas de cinema. Com a crescente expansão do filme em sete mercados adicionais, o fim de semana de 21 a 23 de outubro de 2011 trouxe mais 9,8 milhões em 2.505 locais, aumentando a receita internacional para 22,9 milhões de dólares. No Reino Unido, um dos lançamentos internacionais significativos do filme, Contágio estreou em terceiro lugar nas bilheterias com 2,3 milhões de dólares em 398 cinemas; posteriormente, conquistou a maior estreia de um filme de Soderbergh desde Ocean's Thirteen em 2007. Essa foi a terceira semana nos Estados Unidos, onde as bilheterias caíram 40%, tendo um total bruto de 8,7 milhões de dólares. O filme estreou no Brasil no dia 28 de outubro, tendo permanecido por três semanas e sendo visto por 395.823 espectadores. Nos Estados Unidos, Contágio caiu para o nono lugar nas bilheterias na quarta semana com 5 milhões de dólares de arrecadação e o número de cinemas diminuiu para 2.744. O filme completou sua exibição nos cinemas em 15 de dezembro de 2011, altura em que sua arrecadação nos Estados Unidos chegou a 75,6 milhões de dólares. As receitas internacionais da Contágio totalizaram mais 59,8 milhões de dólares.

### Crítica
Contágio recebeu críticas em sua maioria positivas de críticos de cinema. O agregador de críticas Rotten Tomatoes informou que 85% dos críticos deram ao filme uma crítica positiva com base em 265 críticas, com uma classificação média de 7,07 de 10. O consenso dos críticos do site declara: "Tenso, bem estruturado e reforçado por um elenco estelar, Contágio é um filme de desastre excepcionalmente inteligente - e assustador". No Metacritic, que atribui uma classificação normalizada de 100 com base nas críticas dos principais críticos, o filme recebeu uma pontuação média de 70 com base em 38 críticas, indicando "críticas geralmente favoráveis". O jornalista do The Guardian Peter Bradshaw achou que Contágio funcionou bem como um filme, embora tenha opinado que Soderbergh não conseguiu canalizar os medos, os sustos e o "enorme sentimento de perda" das "pessoas comuns". Para David Denby, do The New Yorker, o filme "brilhante" era "sério, preciso, assustador" e "emocionalmente envolvente". Apesar de aplaudir Soderbergh pela "tabela feita entre o íntimo e o internacional", Christopher Orr, da The Atlantic, ficou desapontado com a disposição destacada e "clínica" do filme, o que o levou a concluir que Contágio deveria ter adotado uma lógica mais inflexível ou uma lição "além de 'lave as mãos com frequência e espero que tenha sorte'". "Apesar de toda a arte que entrou nele, o Contágio está além de bom ou ruim, além de críticas. É isto", disse o crítico. Leonardo Campos, do Plano Critico, comenta que "a sua diferença em comparação aos demais (filmes sobre epidemias) é a maneira como desenvolve a história, com os excessos comuns ao terreno ficcional, haja vista ser uma produção de entretenimento, não um documentário institucional encomendado pela OMS ou pelo nosso Ministério da Saúde". Marcelo Hessel, do Omelete, elogia a direção: "não há cenas descartáveis, todos os momentos com esses protagonistas têm algo a acrescentar, e ao mesmo tempo o roteiro não é expositivo em excesso." Pablo Villaça, do Cinema em Cena, comentou na época do lançamento do filme que "o roteiro pesa a mão na caricatura ao trazer os representantes do governo e da burocracia como indivíduos estúpidos", mas em 2020, diante da pandemia de COVID-19 e das reações de governantes como Donald Trump, opinou que "Soderbergh foi até otimista, infelizmente".
As performances de vários membros do elenco foram frequentemente mencionadas nas críticas. Lou Lumenick, do New York Post, afirmou que Ehle era "excepcional", uma visão análoga à do jornalista do The Boston Globe Wesley Morris, que elogiou não apenas o desempenho de Ehle, mas o trabalho da "parte inferior", como Cranston, Gould e Colantoni, entre outros. Da mesma forma, Peter Travers, da Rolling Stone, chamou Ehle de "a melhor no show". Como resumiu Kenneth Turan, do Los Angeles Times, "a duas vezes atriz vencedora do Tony Jennifer Ehle chega perto de roubar a imagem com este desempenho quieto, mas subitamente empático". No que diz respeito a Jude Law, Steven Rea, do The Philadelphia Inquirer, afirmou que o ator interpretou o personagem com uma confiança "maluca"; Mick LaSalle, do San Francisco Chronicle, concordou com os pensamentos de Rea. Damon forneceu o "coração relacionável" do filme, de acordo com Forrest Wickman, da Slate, que concluiu que, mesmo com seu desempenho controlado, Winslet "faz jus à sua reputação de líder de classe, mesmo em um papel incomumente pequeno". O desenvolvimento de vários personagens produziu respostas variadas dos críticos. Pablo Villaça comenta que "Marion Cotillard praticamente desaparece na metade da projeção em função de um incidente patético e artificial". Já o personagem de Law, Alan Krumwiede, atraiu comentários de Roger Ebert, do Chicago Sun-Times, que escreveu: "A subtrama do blogueiro não interage claramente com as principais linhas da história e funciona principalmente como uma distração alarmante, mas vaga".

### Recepção entre os cientistas
Apesar de alguns poucos pontos do roteiro escaparem da realidade, como o contágio rápido entre a paciente zero e os outros no cassino logo após o primeiro contato com o vírus - normalmente levaria alguns dias até o vírus conseguir se reproduzir e poder contagiar - e a propagação rápida de um vírus tão letal - justamente por ser tão mortífero, com o tempo os portadores morreriam antes de circular com o vírus e o contágio seria mais lento, os cientistas consideraram bastante fiel ao que seria uma pandemia. Ferris Jabr, da New Scientist, aprovou Contágio por retratar com precisão os "sucessos e frustrações" da ciência. Jabr cita elementos da história como "o fato de que antes que os pesquisadores possam estudar um vírus, eles precisam descobrir como cultivá-lo em culturas de células em laboratório, sem que o vírus destrua todas as células" como exemplos de representações precisas da ciência. Carl Zimmer, cientista, elogiou o filme, afirmando: "Ele mostra como a reconstrução do curso de um surto pode fornecer pistas cruciais, como quantas pessoas uma pessoa infectada pode transmitir um vírus, quantas ficam doentes e quantos deles morrem". Ele também descreve uma conversa com o consultor científico do filme, W. Ian Lipkin, em que Lipkin defendeu a rápida geração de uma vacina no filme. Zimmer escreveu que "Lipkin e seus colegas agora são capazes de descobrir como desencadear reações imunes a vírus exóticos de animais em questão de semanas, não meses. E depois que eles criaram uma vacina, eles não precisam usar tecnologia da era Eisenhower para fabricá-lo a granel". Paul Offit, pediatra e especialista em vacinação, afirmou que "normalmente quando os filmes encaram a ciência, eles tendem a sacrificar a ciência em favor do drama. Isso não é verdade aqui". Offit apreciou o uso do filme de conceitos como R0 e fômites, bem como as origens da cepa fictícia, baseada na origem do vírus Nipah.

### Home media
Contágio foi lançado em DVD e Blu-ray na América do Norte em 3 de janeiro de 2012 e no Reino Unido em 5 de março de 2012. Em sua primeira semana de lançamento, o filme liderou o ranking de DVDs com 411.000 unidades vendidas por 6,16 milhões de dólares. Na mesma semana, vendeu 274.000 cópias em Blu-ray por 4,93 milhões de dólares, liderando as vendas também. As vendas de DVDs caíram durante a segunda semana de lançamento, com 193 mil unidades vendidas e arrecadando 2,89 milhões de dólares. No início de julho de 2012, Contágio havia vendido 802.535 cópias em DVD, por 12,01 milhões de dólares em receita.

### Pandemia de COVID-19
Em 2020, o filme voltou a se tornar popular devido ao surgimento da COVID-19 e a posterior pandemia da doença, que tem algumas semelhanças com a pandemia no filme, como a origem na Ásia e o distanciamento social como forma de evitar a contaminação. Um dos vírus estudados que geraram epidemias e serviram de inspiração do roteiro, o vírus da SARS (SARS-CoV) é muito similar ao vírus da COVID-19 (SARS-CoV2), sendo ambos do grupo chamado de coronavírus. Com a repercussão do filme renovada, Soderbergh e Burns deram entrevistas sobre o filme e suas similaridades com os acontecimentos reais. Burns comentou que a precisão se deve ao fato deles terem tido acesso a cientistas para o filme, e que se as pessoas acharam preciso, deviam confiar neles e em suas orientações.
Na última semana de janeiro, as buscas pelo filme no Google dispararam, levando Contágio a atingir o nível máximo no Google Trends. As buscas pelo filme também subiram nas plataformas de streaming. Em março de 2020, Contágio ficou entre os vinte mais vistos no Google Play e chegou a ser o sétimo filme mais popular no iTunes, sendo listado como o segundo título de catálogo da Warner Bros. - em comparação, era o 270º no ranking em dezembro de 2019. Na HBO Now, Contágio foi o título mais visto da plataforma por duas semanas seguidas. No Now, plataforma de streaming da Claro, o filme cresceu 25% e ficou entre os cinco mais alugados em março de 2020. Até mesmo nos sites de pirataria o filme teve aumento de 5.609% nas médias de visitas diárias durante janeiro, em comparação com o mês anterior.
O súbito reinteresse no filme e a situação da COVID-19 nos Estados Unidos e no mundo levou cientistas da faculdade de saúde pública da Universidade Columbia a criar uma campanha chamada "Controle o Contágio", que contou com alguns atores do filme como Kate Winslet, Laurence Fishburne e Matt Damon gravando vídeos para conscientizar as pessoas dos cuidados durante o período da pandemia. No Reino Unido, o então secretário de saúde Matt Hancock comentou que ter visto o filme e a corrida pelos imunizantes o ajudou a decidir comprar grandes quantidades de vacina, o que evitou transtornos na distribuição e levou o país a se tornar um dos mais avançados na vacinação na Europa.

## Sequência
O diretor Steven Soderbergh anunciou no fim de 2020 que Contágio ganharia uma continuação, sem previsão de lançamento e novamente com Scott Z. Burns como roteirista. Segundo Soderbergh, as ideias ainda são iniciais, mas o novo filme seria o que chamou de "sequência filosófica" do original, com um contexto diferente.